# Klest
Klest (deutsch Reißig, Reissig oder Reisig) ist eine Siedlung der Stadt Cheb (Eger) im Okres Cheb (Bezirk Cheb).

## Lage
Der Ort liegt rund 4 km nordwestlich von Cheb und 2 km südwestlich des Kurortes Franzensbad (Františkovy Lázně). Die Gemarkung umfasst eine Fläche von 1,57 km². Der Ort im Egerland liegt rund 5 km südlich des südlichsten Punktes Sachsens in der Gemeinde Bad Brambach entfernt. Näher noch ist die Grenze zum oberfränkischen Hohenberg an der Eger im Landkreis Wunsiedel.

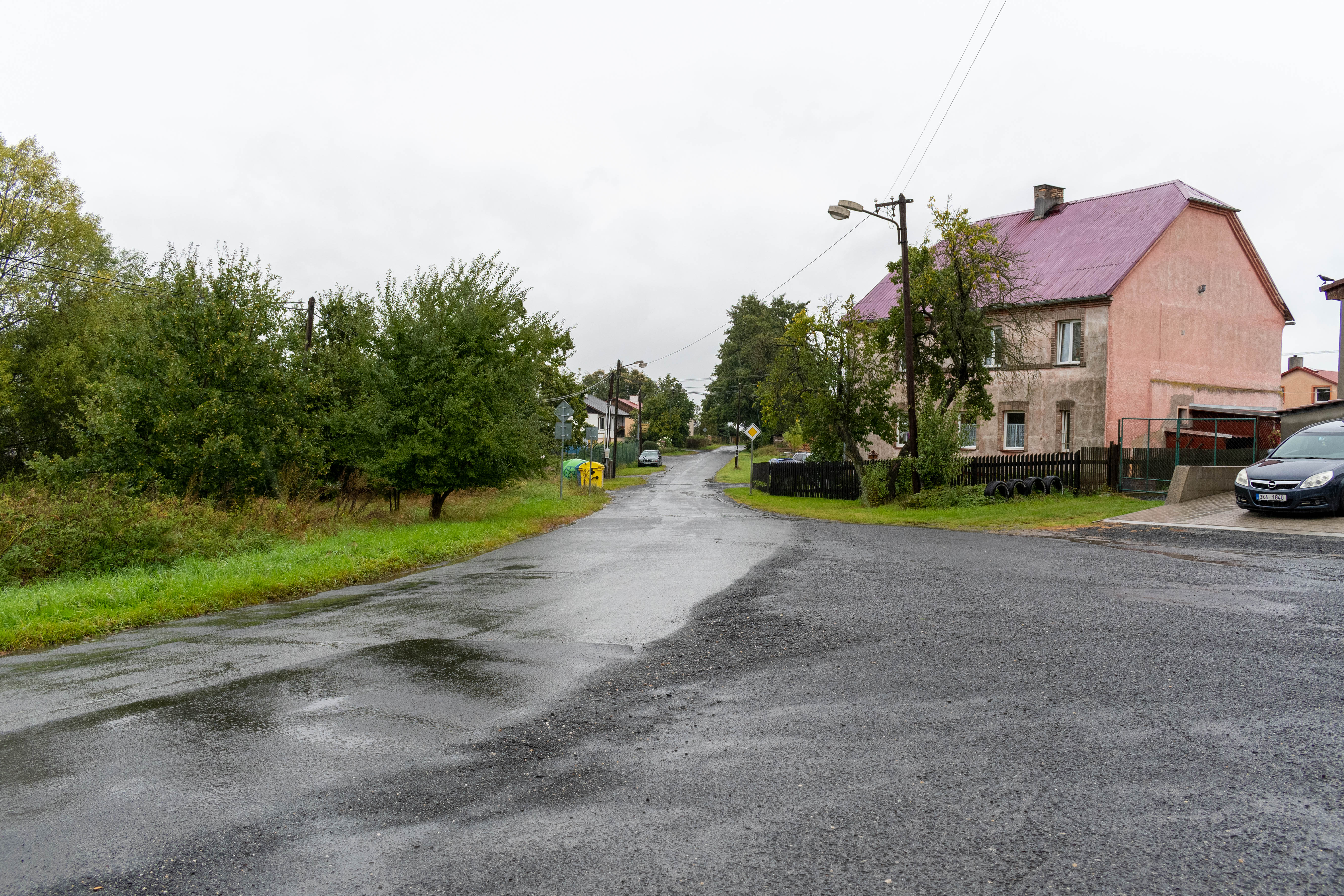
Blick in die Ortslage

## Geschichte
Reißig wurde erstmals 1305 schriftlich erwähnt. Aufgrund der Nähe zu Eger ergibt sich eine lange Verwaltungszugehörigkeit dorthin, bspw. zum Gerichtsbezirk Eger in der Tschechoslowakei. 2011 lebten im Ort 51 Personen.
| Jahr      | 1869 | 1880 | 1890 | 1900 | 1910 | 1921 | 1930 | 1950 | 1961 | 1970 | 1980 | 1991 | 2001 | 2011 |
| --------- | ---- | ---- | ---- | ---- | ---- | ---- | ---- | ---- | ---- | ---- | ---- | ---- | ---- | ---- |
| Einwohner | 115  | 124  | 99   | 92   | 105  | 72   | 94   | 36   | 46   | 42   | 51   | 60   | 62   | 51   |
| Häuser    | 14   | 15   | 15   | 13   | 12   | 12   | 12   | 9    | .    | 6    | 11   | 15   | 15   | 16   |

## Belege
1. ↑  STATISTICKÝ LEXIKON OBCÍ ČESKÉ REPUBLIKY 2013 Podle správního rozdělení k 1.1. 2013 a výsledků sčítání lidu, domů a bytů k 26. březnu 2011 Zpracoval Český statistický úřad ve spolupráci s Ministerstvem vnitra ČR. 1. Januar 2013, S. 265, abgerufen am 19. März 2024 (tschechisch).
2. ↑  https://www.czso.cz/documents/10180/20537734/130084150411.pdf/